# Lars Weidenhielm
Lars Weidenhielm (tidigare Weidman), född 1656 i Hovförsamlingen, Stockholm, död 1 november 1709 i Riga, var en svensk militär.

## Biografi
Lars Weidenhielm föddes 1656 och döptes 15 juni samma år i Hovförsamlingen, Stockholm. Han var son till Lars Arvidsson Weidman och Elisabet Nilsdotter (Kling). Weidenhielm blev 1673 furir vid Kalmar regemente, 1675 sergeant vid Kalmar regemente, 1675 fänrik vid Kalmar regemente och i juli 1676 fänrik vid Kalmar regemente. I februari 1677 blev han överadjutant vid Kalmar regemente och 7 maj 1677 löjtnant vid nämnda regemente. Weidenhielm blev 31 december 1693 kapten vid Österbottens regemente. Han adlades 22 maj 1694 till Weidenhielm och introducerades 1697 som nummer 1314.  Weidenhielm blev 15 juli 1703 major vid Österbottens regemente. Han avled 1709 i Riga.
Weidenhielm ägde gården Saxemåla i Lönneberga socken.

### Familj
Weidenhielm gifte sig 1681 på Saxemåla med Christina Kling (1661–1739). Hon var dotter till häradshövdingen Johan Klint och Elsa von Campenhausen. De fick tillsammans barnen Elsa Elisabet Weidenhielm (1682–1753), löjtnanten Lars Weidenhielm (1684–1706) vid Österbottens regemente, sergeanten Johan Weidenhielm (1685–1701) vid Österbottens regemente, Gertrud Vendela Weidenhielm (1687–1740) som var gift med löjtnanten Axel Nisbeth, Agnes Margareta Weidenhielm (1689–1699), Eva Christina Weidenhielm (1691–1761) som var gift med löjtnanten Christoffer Kjellman vid Smålands kavalleriregemente, ryttmästaren Erik Weidenhielm (1694–1750) vid Adelsfaneregementet, Carl Weidenhielm (1697–1708) och Agnes Margareta Weidenhielm (1702–1708).